# Sexo Frágil (filme)
Sexo Frágil é um filme brasileiro de 1986 dirigido por Jessel Buss, com duração de 93 min.

## Elenco
| Ator/Atriz       | Personagem  |
| ---------------- | ----------- |
| Edson Celulari   | Luiz        |
| Maitê Proença    | Ana         |
| Monique Evans    | Cristina    |
| Oswaldo Loureiro | João        |
| Telma Reston     | Avó de Bife |